# Јамб (игра)
Јамб (yamb) је игра коцкицама. Циљ игре је добити што више поена бацањем коцкица, при чему се добијају различите комбинације, од којих свака носи одређен број поена. Игра је настала проширивањем игре Yahtzee, коју је осмислио Милтон Бредли, а која је настала 50-их година 20. века.

## Правила
Ову игру може да игра неограничен број играча а минимум је два. Јамб се може играти са 5 или 6 коцкица, с тим да се шеста коцкица рачуна као помоћна. Сваки играч има право на три бацања коцкица. Он у сваком од бацања одабира коцкице које му одговарају (одваја их), преостале коцкице баца, и тако три пута након чега уписује резултат.
| ЈАМБ           | ↓ | ↕ | ↑ | најава | диригована | ЈАМБ |
| -------------- | - | - | - | ------ | ---------- | ---- |
| 1              |   |   |   |        |            |      |
| 2              |   |   |   |        |            |      |
| 3              |   |   |   |        |            |      |
| 4              |   |   |   |        |            |      |
| 5              |   |   |   |        |            |      |
| 6              |   |   |   |        |            |      |
| Σ              |   |   |   |        |            |      |
| макс           |   |   |   |        |            |      |
| мин            |   |   |   |        |            |      |
| Σ              |   |   |   |        |            |      |
| кента 66 56 46 |   |   |   |        |            |      |
| фул 30         |   |   |   |        |            |      |
| каре 40        |   |   |   |        |            |      |
| јамб 50        |   |   |   |        |            |      |
| Σ              |   |   |   |        |            |      |
|                |   |   |   |        |            |      |

Јамб има више варијанти, са различитим бројем колона и комбинација које се играју. Најједноставнија варијанта подразумева 5 колоне („Надоле“, „Слободна“, „Нагоре“, „Најава“ и "Диригована"), чија је табела дата.
- Прва колона, „Надоле“ попуњава са редом од 1 до јамба, дакле поља не смеју да се прескачу.
- Друга колона, „Слободна“, може да се попуњава по избору, тј. било којим редом.
- Трећа колона, „Нагоре“ попуњава се од јамба до 1, и као и код прве колоне поља не смеју да се прескачу.
- Четврта колона је Најава. Ова колона може да се игра након првог бацања. Тада играч издвоји коцкице (обично оне којих има највише) и обавезан је да изговори „Најављујем..." и баца још два пута за поље које је најавио. Наравно, у ову колону је могуће уписати и оно што је добијено после првог бацања и тиме завршити потез.
- Пета колона је Диригована. Ова колона се игра након што је претходни играч нешто најавио. На пример, ако је први играч најавио шестице, други играч је дужан да игра за шестице и да их упише у одговарајућем пољу у диригованој колони.
- Шеста колона је Ручна. Једина колона у којој је дозвољено само једно бацање је Ручна (по некима је дозвољено и три пута али сва три пута морају све коцкице да буду бачене, што значи да ако играч није ништа остављао може три пута бацати коцкице. Неки чак играју да за друго бацање може да се нешто остави а за треће бацање све покупи, и то се такође рачуна као ручно бацање).
- Седма колона је Медијална (две стрелице супротно окренуте) и она се редом попуњава од максимума ка горе и од минимума ка доле.
- Осма колона је Антимедијална (две стрелице окренуте једна ка другој) и попуњава се од 1 до максимума и од јамба до минимума. По некима, ова колона може да се игра и другачије, да рецимо када се стигне до максимума може да се продужи надоле или од минимума нагоре.
- Девета колона је Обавезна. Ова колона се игра након што се све друге колоне попуне и креће се редом од јединица до јамба.
- Десета колона је Максимална. У ову колону се уписују најбољи могући резултати (нпр. 64 за покер, 58 за фул, итд.).

Такође постоји верзија са 15 колона, где су додате колоне под називом:
- „Слободна Најава“, слична је као „Најава“, с тим што се у њу може уписати било шта;
- „Клацкалица 1", у првој клацкалици је редослед уписивања следећи: прво 1, па јамб, па 2 па покер, па 3 и тако све до краја ка унутра;
- „Клацкалица 2" док се друга клацкалица „клацка“ следећим редом: максимум, минимум, 6, кента,5, па до краја а завршава се јамбом па кечевима;
- Такође поред „Обавезне колоне“ постоје још две обавезне, обавезна надоле (или редом доле, која се попуњава од 1 до јамба), Обавезна нагоре (креће се од јамба па до 1), а „Обавезна“ се игра на крају било којим (ово је важно да би се направила разлика) редом;
- Поред ових, такође је могуће играти и тзв. „Помоћну“ колону. Ова колона служи да се у њу упише добијени резултат уколико је играч нешто најавио, а није добио. Подразумева се да се ова колона мора испунити пре „Најаве“.

Јамб са великим бројем колона се обично игра са 6 коцкица.
Играч би требало да настоји током игре да у поља од 1 до 6 у свим колонама уписује довољно велике резултате да би на крају када сабира поља од 1 до 6 имао збир 60 или већи, јер се у тим случајевима добија бонус од 30. Нпр. ако у колони имамо четири кеца, три двојке, три тројке, четири петице и три шестице, збир ће бити 62. Када на то додамо 30 у пољу збир пишемо 92. Постоји и верзија код које бонус зависи од збира, па се тако на збир већи од 60 додаје бонус 30, на збир већи од 70 бонус износи 40 итд.
Максимум и минимум су поља која се одузимају и тај резултат множи са кечевима. Значи ако имамо максимум 28 и минимум 7, а у тој колони имамо 4 кеца, у пољу Збир испод минимума уписујемо 84. Такође постоји верзија (боље балансирано, јер морате пазити на све колоне, а није само довољно уписати доста јамбова) када се и у овом делу додаје 30 на сваки коначни резултат (после множења) већи од 60 (у претходном случају, резултат би био 114). Уколико се деси да је минимум већи од максимума, онда се максимум одузима од минимума, а касније множи са кечевима те колоне. Друга варијанта је да се у том случају разлика рачуна као нула.
Доњи део колоне је настао по угледу на игру картама покер: кента представља коцкице по реду (од 1 до 5 или од 2 до 6), фул представља комбинацију од три исте и две исте коцкице (пет истих коцкица се не прихвата као фул), покер или каре представља четири исте, а јамб пет истих коцкица. Поред ових комбинација, може се играти и трилинг, који представља комбинацију три исте коцкице, а поље за његов упис се налази између кенте и фула, као и два пара (два пута по две исте коцкице, с тим што се покер не признаје као два пара), а поље за упис ове комбинације би било између кенте и трилинга. Бодовање ових комбинација је следеће: Ако се кента добије из првог бацања пише се 66, ако је из другог 56 и из трећег 46 поена. Друга варијанта бодовања кенте не зависи од тога из којег је бацања добијена, већ постоји велика кента - коцкице од 2 до 6, која вреди 40 и мала кента - коцкице од 1 до 5, која вреди 30 поена. На два пара се додаје 10, на трилинг се додаје 20, на фул 30, на покер 40 и на јамб 50 поена. Нпр. ако смо добили јамб петица, пет петица је 25 и плус 50, уписује се 75. За фанове ове игре препорука је и да се игра тзв. „велика кента“, која представља све коцкице од 1 до 6 и која вреди 76 поена, без обзира из којег је бацања добијена (ова комбинација се игра само ако се кента бодује према бацању из којег је добијена), као и тзв. „дупли јамб“ који је у ствари 6 истих (обе ове су варијанте, наравно, могуће само ако се игра са 6 коцкица) а резултат је дупло већи, тако да би шест петица било 2*75=150 поена.
Ако играч након бацања нема шта да упише мора да прецрта неко поље (осим максимума и минимума, где се мора уписати вредност), али има право да прецртава само поља која су му на реду. Евентуално је ствар договора да може да се прецрта било који јамб иако није на реду (обично то важи за ручни јамб, чак и ако није бацано ручно). Постоји и верзија игре где је дозвољено прецртавање било којих поља у доњем делу табеле, без обзира на редослед по ком се игра (ова верзија је веома распрострањена јер знатно олакшава ток игре).

## Системи игре
Осим класичног играња, где два или више играча покушавају да саuкупе што више поена, постоји и верзија игре у паровима. Овде два играча чине тим, бацајући коцкице један па други. После завршеног бацања договором бирају чију ће комбинацију искористити за упис у заједнички листић. На овај начин се повећава број освојених поена, јер обично један играч иде на сигурно док други покушава да оствари неке мање вероватне комбинације као што су јамб у најави, ручни јамб или пет кечева.
Неки играчи су игру у паровима искористили као инспирацију за нови систем игре, дупле шансе. Сваки играч има право на две серије бацања, као да игра у пару са неким, и тек онда бира бољу комбинацију.
Могуће је јамб играти самостално, где се играч труди да освоји више поена него неки други играч или да постигне лични рекорд. Оваква врста игре је уобичајена када се игра помоћу рачунара и специјализованог софтвера. Ако програм омогућује приказ најбољих резултата на Интернету, играч може да се посредно да се такмичи са многим другим играчима широм света.
Појавом играња јамба на рачунару, долази до експлозије различитих верзија, почевши од бодовања, броја колона, увођења нових редова (два пара, трилинг, ...) итд. Једна од компјутерских верзија је и Некст јамб!. У овој игри, која је изгледа инспирисана некст опцијом игре Тетрис, играч осим прозора са коцкицама које баца има и прозор са коцкицама које ће „наићи“, тако да на основу тога може боље да изврши одабир коцкица. Овде се помало губи на неизвесности зарад комотнијег играња и већег броја поена.